# آفنتوفت
آفنتوفت (به آلمانی: Aventoft) یک شهر در آلمان است که در نوردفرایسلند واقع شده‌است. آفنتوفت ۴۷۶ نفر جمعیت دارد.